# Archie Scott-Brown
William Archibald Scott Brown, beter bekend als Archie, (Paisley, Renfrewshire, 13 mei 1927 – Heusy, België, 19 mei 1958) was een Schots autocoureur. Hij nam deel aan zijn thuisrace in 1956 voor het team Connaught Engineering, maar scoorde hierin geen punten voor het wereldkampioenschap Formule 1. Hij overleed een dag na een zware crash op het circuit van Spa-Francorchamps.